# Kishan Ramsukul
Vishwadath Kishan Ramsukul (Nieuw-Nickerie, 15 december 1985) is een Surinaams politicus. Hij is sinds 2020 lid van De Nationale Assemblée voor de VHP.

## Biografie
Ramsukul studeerde tussen 2004 en 2007 elektrotechniek aan de Anton de Kom Universiteit van Suriname. Van 2008 tot 2010 deed hij nog een vervolgstudie aan de Open Universiteit in software engineering en aansluitend tot 2015 in ICT aan het Institute of Management and Information Technology. Hij sloot zijn studie af met een bachelorgraad in ICT. Daarnaast is hij zijn loopbaan in de ICT-branche begonnen en heeft hij sinds 2015 zijn bedrijf Events in Suriname ernaast, dat een toeristische website beheert. Hij is sinds 2005 lid van de Vooruitstrevende Hervormings Partij (VHP).
In 2011 werd hij gekozen in het bestuur van de VHP-Jongerenraad  en in 2013 werd hij tot voorzitter van de VHP-jongeren in Paramaribo gekozen. In aanloop naar de verkiezingen van 2015 leidde hij verschillende Meet The Youth-activiteiten van de partij. Ook kandideerde hij zelf op plaats 13 van de V7-lijst (plaats 3 van de VHP), maar verwierf toen geen zetel.
Tijdens de verkiezingen van 2020 kandideerde hij opnieuw op de VHP-lijst. Hij werd niet direct gekozen, maar nadat enkele VHP-leden De Nationale Assemblée verlieten om deel te nemen aan de regering, kwam een plaats voor hem vrij. Hij werd op 7 augustus 2020 beëdigd. Tijdens de verkiezingen van 2025 werd hij op nummer 17 van de lijst van de VHP herkozen.